# 純海
純海（じゅんかい、生没年不詳）は、平安時代後期の僧侶。

## 人物
1180年（治承4年）8月、石橋山の戦いで敗北した源頼朝らを匿った。その後大庭景親軍の追手が純海を拷問するも、頼朝の居場所を教えることなく息絶えた。頼朝が憐れみ純海の口に涙を落とすと息を吹き返した。頼朝は忠誠に報いるため寺領を寄進し、小道山頼朝寺とした。